# Аустрија на Летњим олимпијским играма 1896.
Аустрија је учествовала на Летњим олимпијским играма одржаним 1896. године у Атини, Грчка. Тадашњи резултати Аустрије и Мађарске се воде одвојено иако су те две државе биле у заједничкој Аустроугарској држави.
Из Аустрије су на овим олимпијским играма учествовала укупно три такмичара у три различита спорта. Ова три такмичара су учествовала у 8 различитих дисциплина и освојили су 2 златне, једну сребрну и две бронзане медаље.

## Учесници по спортовима
| Спорт      | Мушкарци | Жене | Укупно |
| ---------- | -------- | ---- | ------ |
| Бициклизам | 1        | 0    | 1      |
| Мачевање   | 1        | 0    | 1      |
| Пливање    | 1        | 0    | 1      |
| Укупно(3)  | 3        | 0    | 3      |

## Освајачи медаља
Аустрија је завршила у укупном скору као седма нација по броју медаља са две златне од укупно пет освојених медаља.

### Злато
- Паул Нојман – Пливање, 500 м слободно, мушкарци
- Адолф Шмал – Бициклизам, Трка 12 сати за мушкарце

### Сребро
- Ото Хершман – Пливање, 100 м слобоно, мушкарци

### Бронза
- Адолф Шмал – Бициклизам, 333,3 м, мушкарци
- Адолф Шмал – Бициклизам, 10 км, мушкарци

## Резултати по дисциплинама

### Бициклизам
Са три освојене медаље Шмал је најуспешнији такмичар Аустрије. Такмичио се у два различита спорта у 5 дисциплина. У бициклизму се такмичио у четири дисциплине и освојио је 3 медаље.
| Дисцилина      | Место                   | Бициклиста         | Време/Дистанца |
| -------------- | ----------------------- | ------------------ | -------------- |
| писта, 333,3 м | align=left\| Адолф Шмал | 26,0 сек           |                |
| писта, 10 км   | align=left\| Адолф Шмал | непознато          |                |
| писта, 100 км  | –                       | Адолф Шмал         | није завршио   |
| писта, 12 сати | align=left\| Адолф Шмал | 314.997 километара |                |

### Мачевање
Адолф Шмал се такмичио у сабљи на мачевалачком турниру, и освојио је четврто место у финалној групи од пет такмичара.
| Дисциплина | Место | Мачевалац  | Резултат | Резултат | Тушеви | Тушеви | Група | Финале       |
| Дисциплина | Место | Мачевалац  | Добио    | Изгубио  | За     | Против | Група | Финале       |
| ---------- | ----- | ---------- | -------- | -------- | ------ | ------ | ----- | ------------ |
| Сабља      | 4     | Адолф Шмал | 1        | 3        | 7      | 11     | 4     | Није одржано |

#### Резултати
| Меч | Противник           | НОК    | Резултат |
| --- | ------------------- | ------ | -------- |
| 1.  | Телемахос Каракалос | Грчка  | 0:3      |
| 2.  | Јоанис Јоргидис     | Грчка  | 2:3      |
| 3.  | Јоргос Јатридис     | Грчка  | 3:2      |
| 4.  | Холгер Нилсен       | Данска | 2:3      |

#### Резултати по нацијама
| Противници по нацијама | Победе | Порази | Проценат |
| ---------------------- | ------ | ------ | -------- |
| Данска                 | 0      | 1      | .000     |
| Грчка                  | 1      | 2      | .333     |
|                        |        |        |          |
| Укупно                 | 1      | 3      | .250     |

### Пливање
Два аустријска пливача су се такмичила у пливању 1896. Такмичили су се у три дисциплине, и сваки је освојио по једну медаљу.
| Дисциплина       | Позиција                 | Пливач      | Време        |
| ---------------- | ------------------------ | ----------- | ------------ |
| 100 м слободно   | align=left\| Ото Хершман | 1:22.8      |              |
| 500 м слободно   | align=left\| Паул Нојман | 8:12,6      |              |
| 1.200 м слободно | –                        | Паул Нојман | Није завршио |